# 小行星3031
小行星3031（3031 Houston）是一颗围绕太阳公转的小行星。1984年2月8日，愛德華·鮑威爾在可可尼诺县发现了此天体。
該小行星以美國業餘天文學家沃爾特·史考特·休斯頓命名。
这颗小行星的绝对星等为12.9等。